# Prep and Pep
Prep and Pep ist ein US-amerikanisches Filmdrama von David Butler, das am 18. November 1928 seine Premiere feierte.

## Handlung
Cyle besucht die Culver Military Academy. Er eilt dem Ruf seines Vaters nach, der der beste Athlet dieser Schule war. Beim Sport stellt sich heraus, dass er selbst nicht so talentiert ist, und er spielt mit dem Gedanken, die Schule abzubrechen. Er entscheidet sich um und kann sich für die Black-Horse-Truppe qualifizieren und die Tochter des Kommandanten aus einem Feuer befreien.

## Entstehung
Der Film wurde von der Produktionsfirma Fox Film Corporation fertiggestellt. Die Filmaufnahmen entstanden an der Culver Military Academy in Indiana. Das Filmdrama wurde in Mono und Schwarz-Weiß, bei einem Seitenverhältnis von 1,33:1 auf einem 35-mm-Film, aufgenommen. Das Filmmaterial beläuft sich auf eine Filmlänge von sechs Filmrollen.

## Rezeption
Mordaunt Hall von der New York Times schrieb im Dezember 1928, dass das Filmdrama von David Butler „die Atmosphäre gut widerspiegelt“ und „liebevoll umgesetzt wurde“.